# شكرلوي عليا
شكرلوي عليا (بالإنجليزية: Shekarlui-ye Olya)‏ هي منطقة سكنية تقع في قسم اجارود الشمالي الريفي في إيران. يقدر عدد سكانها بـ 70 نسمة .